# Arnold van den Bergh
Arnold van den Bergh (Oss, 20 de gener de 1886 - 28 d'octubre de 1950) va ser un notari que va treballar a Amsterdam als Països Baixos.
Durant l'era d'ocupació dels Països Baixos a la Segona Guerra Mundial, van den Bergh va ser membre del Consell Jueu (Joodse Raad, o Judenrat) d'Amsterdam.
Un estudi publicat el 2022 va suggerir que van den Bergh podria haver traït els que vivien a l'annex secret de la Casa d'Anna Frank, habitada per Anna Frank i altres, per tal de salvar la seva pròpia família.